# Bryan Ferry
Bryan Ferry (Washington (Durham), Engleska, 26. rujna 1945.), britanski pjevač i tekstopisac. 

## Životopis
Bryan Ferry (vokal i klavijature) osniva 1971. rock sastav Roxy Music zajedno s Brianom Enom (klavijature), Andyjem Mackayom (saksofon), Philom Manzaneraom (gitara) i Paulom Thompsonom (bubnjevi). Uz Davida Bowiea kritičari ih smatraju pionirima glam rocka. Svakako, najveći pečat sastavu dao je Bryan Ferry. Svojim scenskim nastupom plijenio je pažnju publike. Paralelno s Roxy Music, Bryan Ferry je gradio vrlo uspješnu solo karijeru. 1976. objavljuje svoj treći album Let’s Stick Together i postiže veliki komercijalni uspjeh s istoimenim hit singlom. Njegova romansa s teksaškim top-modelom Jerry Hall privlačila je medijsku pažnju. Jerry Hall ga napušta i odlazi u naručje lidera Rolling Stones-a Micka Jaggera. Inspiriran prekidom veze s poznatim modelom 1978. snima album The Bride Stripped Bare nakon kojeg slijedi duža pauza u njegovoj solo karijeri. S Roxy Music, 1978. objavljuje uspješan album Manifesto s hit singlom "Dance Away". 1981. Bryan Ferry i Roxy Music u čast ubijenog Johna Lennona snimaju cover verziju njegove pjesme "Jealous Guy" s kojom izbijaju na vrh top ljestvica. Nakon raspada sastava konačno 1985. slijedi solo album Boys And Girls jedno od njegovih najvećih ostvarenja. Ističu se hitovi "Slave To Love" i "Don't Stop The Dance". Bryan Ferry iste godine učestvuje na humnitarnom koncertu Live Aid. Uz pomoć gitariste Pink Floyd-a Davida Gilmoura njegov nastup na ovom koncertu je jedan od najuspješnijih. Slijedi album Bete Noire kojeg prati velika svjetska turneja. Nakon turneje 1993. snima album s cover verzijama poznatih hitova pod imenom  Taxi koji prati hit "I Put A Spell On You". Slijedi album egzotičnog imena Mamouna koji je uglavnom autorsko djelo Ferrya. 1999. godina u njegovoj karijeri obilježava uspješan jazz album  As Time Goes By kojeg prati svjetska turneja. Album je ocijenjen kao veliko umjetničko ostvarenje i nominiran je za prestižnu Grammy nagradu. Nakon 18 godina od raspada Roxy Music, Bryan Ferry ponovo okuplja sastav na svjetskoj turneji koja postiže ogroman uspjeh. Snima još jedan studijski album 2002. pod nazivom Frantic s nekoliko pjesama Boba Dylana-a. Iste godine razvodi se nakon 20 godina braka od Lucy Helmore s kojom ima četiri sina. 5. ožujka 2007. godine objavljen je njegov dvanaesti album Dylanesque koji donosi obrade najvećih hitova Boba Dylana. 
Bryan Ferry je svojim izgledom, stilskom originalnošću, sofisticiranim tekstovima i glazbom baziranom na nostalgičnom odnosom prema staroj rock'n'roll eri iz 50-ih postao avangarda. Početkom 80-ih nastat će modno scenski pokret Novi romantizam s nizom sastava čija inspiracija je bio upravo Bryan Ferry. Pomenimo samo neke Duran Duran, Depeche Mode, Erasure, Spandau Ballet, ABC, The Human League i drugi. 

## Diskografija

### Albumi
- 1973.: These Foolish Things
- 1974.: Another Time, Another Place
- 197.6: Let’s Stick Together
- 1977.: In Your Mind
- 1978.: The Bride Stripped Bare
- 1985.: Boys And Girls
- 1987.: Bête Noire
- 1993.: Taxi
- 1994.: Mamouna
- 1999.: As Time Goes By
- 2002.: Frantic
- 2007.: Dylanesque
- 2010.: Olympia
- 2012.: Jazz Age
- 2014.: Avonmore
- 2018.: Bitter-Sweet
- 2025.: Loose Talk

### Singlovi
| Godina | Naslov                                  | Album                       | UK  | U.S. |
| ------ | --------------------------------------- | --------------------------- | --- | ---- |
| 1973.  | "A Hard Rain's A-Gonna Fall"            | These Foolish Things        | 10  | -    |
| 1973.  | "I Love How You Love Me"                | These Foolish Things        | -   | -    |
| 1974.  | "The 'In' Crowd"                        | Another Time, Another Place | 13  | -    |
| 1974.  | "Smoke Gets In Your Eyes"               | Another Time, Another Place | 17  | -    |
| 1975.  | "You Go To My Head"                     | Let's Stick Together        | 33  | -    |
| 1976.  | "Let's Stick Together"                  | Let's Stick Together        | 4   | -    |
| 1976   | "Extended Play"                         | EP                          | 7   | -    |
| 1976.  | "The Price Of Love"                     | EP Extended Play            | -   | -    |
| 1976   | "Heart On My Sleeve"                    | EP Extended Play            | -   | 86   |
| 1977.  | "This Is Tomorrow"                      | In Your Mind                | 9   | -    |
| 1977.  | "Tokyo Joe"                             | In Your Mind                | 15  | -    |
| 1978.  | "What Goes On"                          | The Bride Stripped Bare     | 67  | -    |
| 1978.  | "Sign Of The Times"                     | The Bride Stripped Bare     | 37  | -    |
| 1978.  | "Carrickfergus"                         | The Bride Stripped Bare     | -   | -    |
| 1985.  | "Slave To Love"                         | Boys and Girls              | 10  | -    |
| 1985.  | "Don't Stop The Dance"                  | Boys And Girls              | 21  | -    |
| 1985.  | "Windswept"                             | Boys And Girls              | 46  | -    |
| 1986.  | "Is Your Love Strong Enough?"           | Legend                      | 22  | -    |
| 1986.  | "Help Me"                               | Soundtrack iz filma Muha    | -   | -    |
| 1987.  | "The Right Stuff"                       | Bête Noire                  | 37  | -    |
| 1988.  | "Kiss and Tell"                         | Bête Noire                  | 41  | 31   |
| 1988   | "Limbo"                                 | Bête Noire                  | 86  | -    |
| 1988.  | "Let's Stick Together '88"              | The Ultimate Collection     | 12  | -    |
| 1989.  | "The Price of Love '89"                 | The Ultimate Collection     | 49  | -    |
| 1989.  | "He'll Have To Go"                      | The Ultimate Collection     | 63  | -    |
| 1993.  | "I Put A Spell On You"                  | Taxi                        | 18  | -    |
| 1993.  | "Will You Love Me Tomorrow"             | Taxi                        | 23  | -    |
| 1993.  | "Girl Of My Best Friend"                | Taxi                        | 57  | -    |
| 1994.  | "Your Painted Smile"                    | Mamouna                     | 52  | -    |
| 1994.  | "Mamouna"                               | Mamouna                     | 57  | -    |
| 1996.  | "Dance With Life (The Brilliant Light)" | Soundtrack Phenomenon       | -   | -    |
| 1999.  | "As Time Goes By"                       | As Time Goes By             | 108 | -    |
| 1999.  | "I'm in the Mood for Love"              | As Time Goes By             | -   | -    |
| 2002.  | "It's All Over Now, Baby Blue"          | Frantic                     | -   | -    |
| 2002.  | "Goddess Of Love"                       | Frantic                     | 82  | -    |
| 2002.  | "One Way Love"                          | Frantic                     | -   | -    |
| 2002.  | "Fool For Love"                         | Frantic                     | -   | -    |